# 愛知県立南陽高等学校
愛知県立南陽高等学校（あいちけんりつ なんようこうとうがっこう）は、愛知県名古屋市港区大西二丁目に所在する公立の高等学校。早くから普通科をコース制としており、2008年（平成20年）度から総合学科に改編した。

## 設置学科

### 総合学科
- 総合探究系列[2]
- 人文国際系列[2]
- 自然科学系列[2]
- 情報ビジネス系列[2]
- 福祉ネットワーク系列[2]
- フードコーディネート系列[2]
- ライフクリエーション系列[2]

## 沿革
- 1972年（昭和47年）12月23日 - 愛知県立学校条例の改正により、名古屋市港区南陽町地内に愛知県立南陽高等学校の設置が確定し、全日制普通科の生徒の募集が行われる[3]。
- 1973年（昭和48年）4月1日 - 愛知県立南陽高等学校が正式に設置される[3]。
- 2002年（平成14年）4月1日 - 普通科にコース制を導入し、福祉実践コース・情報活用コース・総合進学コースの3コースを設置する[3]。
- 2007年（平成19年）4月2日 - 総合学科が設置される[3]。

## 部活動

### 運動部
- 硬式野球部[4]
- バスケットボール部（男女）[4]
- サッカー部[4]
- 合気道部[4]
- テニス部（男女）[4]
- 水泳部[4]
- バレーボール部（男女）[4]
- バドミントン部[4]
- 卓球部[4]
- ハンドボール部[4]
- 陸上競技部[4]

### 文化部
- 書道部[4]
- 文芸読書部[4]
- 視聴覚部[4]
- 吹奏楽部[4]
- 茶華道部[4]
- 理科部[4]
- 園芸部[4]
- 演劇部[4]
- コンピュータビジネス部[4]
- Nanyo Company部[4]
- 美術部[4]
- 合唱部[4]
- JRC部[4]

## 著名な出身者
- 日比遊一（映画監督、写真家）[5]

## 交通アクセス
以下の鉄道駅から名古屋市営バスに乗り換え、「南陽支所」停留所または「南陽町」停留所で下車。
- 名古屋市営地下鉄（名古屋市交通局）名港線 東海通駅下車、バスで約20分[1]。
- 名古屋市営地下鉄（名古屋市交通局）東山線 高畑駅下車、バスで約20分[1]。
- JR関西本線 春田駅下車、バスで約20分[1]。
- 名古屋臨海高速鉄道あおなみ線 港北駅下車、バスで約20分[1]。